# Oreina
Allorina, Allorinula, Alpaeixena, Chrysochloa, Hyporeina, Orina, Protorina
Genre
Synonymes
- Allorina Weise, 1902
- Allorinula Weise, 1916
- Alpaeixena Motschoulsky, 1860
- Chrysochloa Hope, 1840
- Hyporeina Bourdonne & Doguet, 1986
- Orina Weise, 1884
- Protorina Weise, 1894

Oreina est un genre d'insectes coléoptères de la famille des Chrysomelidae.

## Classification
Le genre Oreina est décrit par Chevrolat dans Pierre François Marie Auguste Dejean en 1837,.

### Synonymes
Selon GBIF en 2023, le nombre de synonymes est de sept, mais l'un, Chrysochloa est aussi traité comme un sous-genre :
- Allorina Weise, 1902
- Allorinula Weise, 1916
- Alpaeixena Motschoulsky, 1860
- Chrysochloa Hope, 1840
- Hyporeina Bourdonne & Doguet, 1986
- Orina Weise, 1884
- Protorina Weise, 1894

### Liste des sous-genres
Selon BioLib (11 avril 2020) :
- Allorina Weise, 1902
- Chrysochloa Hoppe, 1840
- Frigidorina Kühnelt, 1984
- Intricatorina Kühnelt, 1984
- Oreina Chevrolat in Dejean, 1837
- Protorina Weise, 1894
- Virgulatorina Kühnelt, 1984

### Fossiles
Selon Paleobiology Database en 2023, trois collections de fossiles pour cinq occurrences, datent les fossiles référencés du Rupélien ou Oligocène inférieur, en France (une) et en Allemagne (une), jusqu'au Miocène en Allemagne (une), soit de 33,9 à 11,608 Ma avant notre ère.

## Liste d'espèces
Selon GBIF en 2023 :
- Oreina alpestris (Schummel, 1843)
- Oreina amphyctionis Heer, 1847
- Oreina bidentata Bontems, 1981
- Oreina bifrons (Fabricius, 1792)
- Oreina cacaliae (Schrank, 1785)
- Oreina caerulea (Olivier, 1807)
- Oreina canavesei Bontems, 1984
- Oreina collucens (J.Daniel, 1903)
- Oreina elongata (Suffrian, 1851)
- Oreina fairmairiana (Gozis, 1852)
- Oreina frigida (Weise, 1883)
- Oreina ganglbaueri (Jakob, 1953)
- Oreina genei (Suffrian, 1851)
- Oreina gloriosa (Fabricius, 1782)
- Oreina hellenis Heer, 1847
- Oreina intricata (Germar, 1824)
- Oreina liturata (Scopoli, 1763)
- Oreina ludovicae (Mulsant, 1854)
- Oreina melancholica (Heer,1845)
- Oreina pennina (Binaghi, 1938)
- Oreina plagiata (Suffrian, 1861)
- Oreina protogeniae Heer, 1847
- Oreina pulchra (Förster, 1891)
- Oreina schipkana Jakob, 1953
- Oreina sibylla (Binaghi, 1938)
- Oreina speciosa Linneaus, 1767
- Oreina speciosissima (Scopoli, 1763)
- Oreina virgulata (Germar, 1823)
- Oreina viridis (Duftschmid, 1825)[3]

## Espèces fossiles
Selon Paleobiology Database en 2023, le nombre d'espèces fossiles est de trois ou quatre (en comptant Chrysochloa pulchra) dans le sous-genre Oreina (Chrysochloa) :
- †Oreina amphyctionis Heer, 1847
- †Oreina hellenis Heer, 1847
- †Oreina protogeniae Heer, 1847
- †Chrysochloa pulchra Förster, 1891

## Galerie

Espèces vivantes du genre Oreina
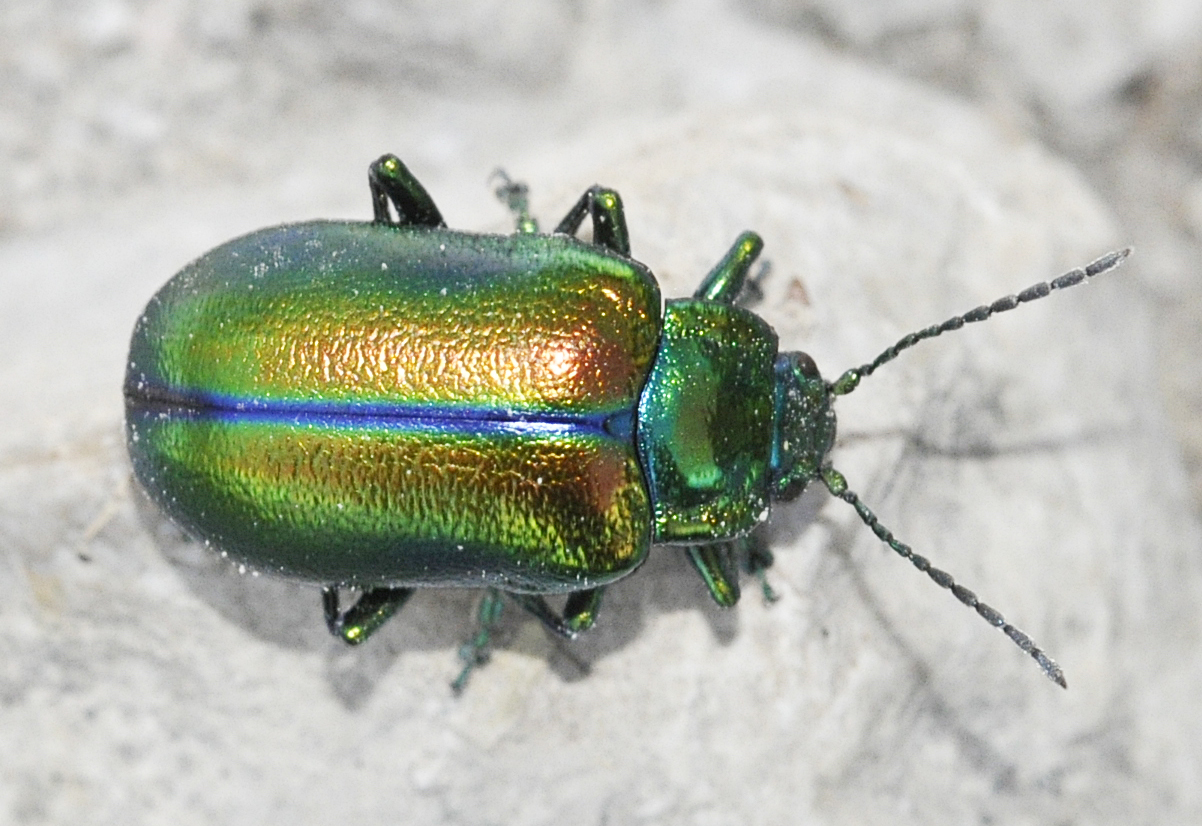
Oreina alpestris.
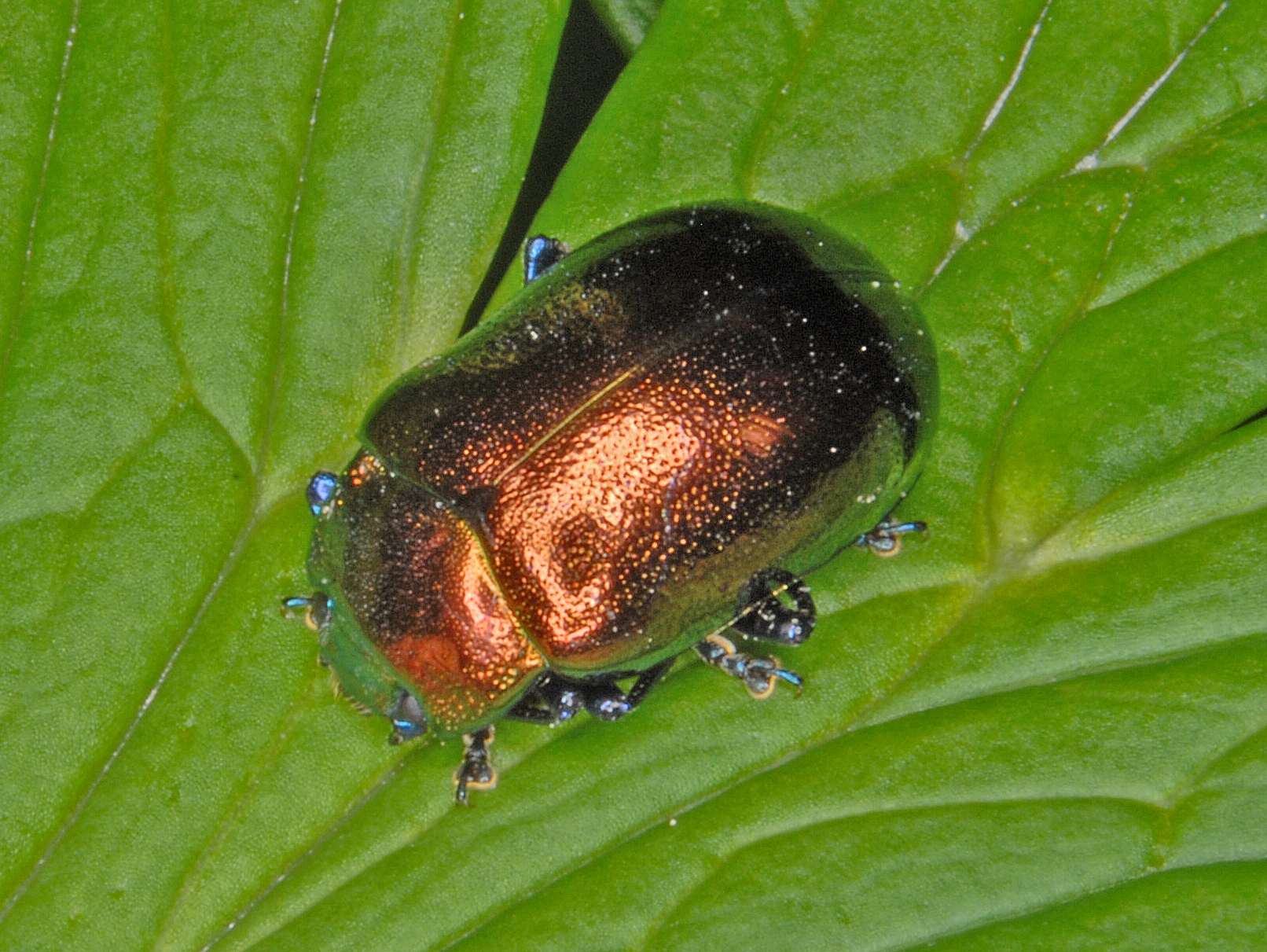
Oreina bifrons - femelle.
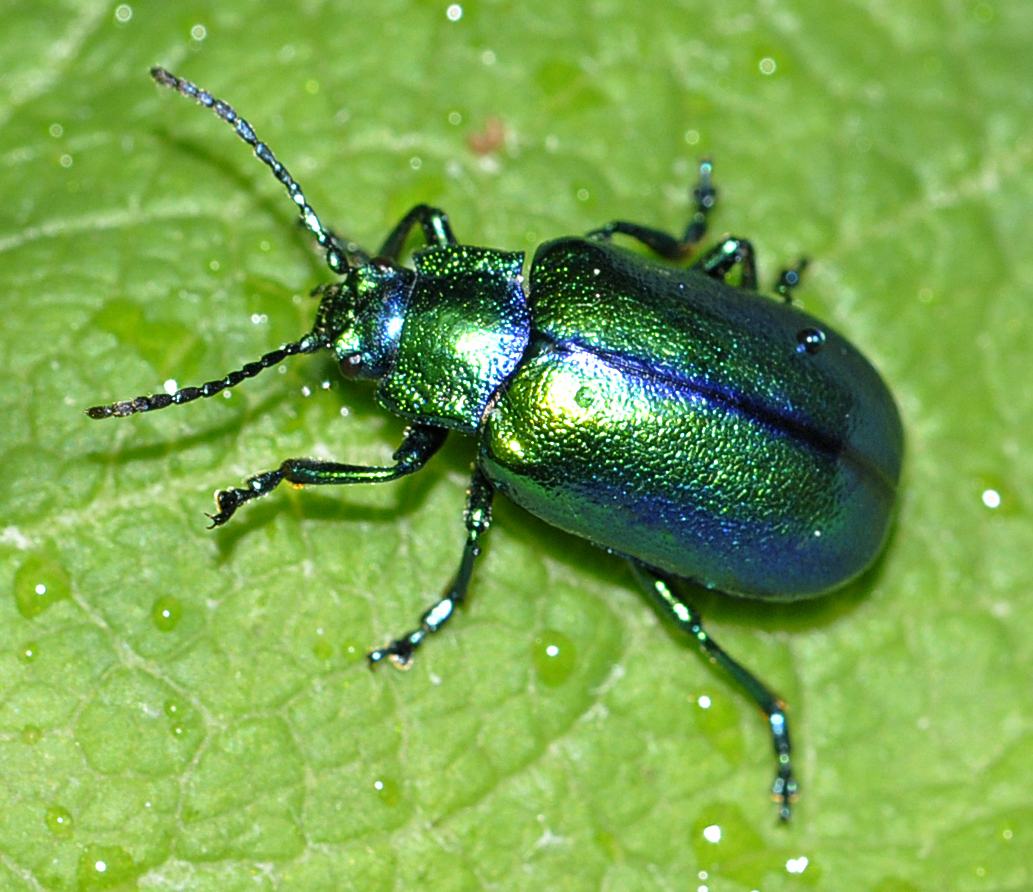
Oreina cacaliae.
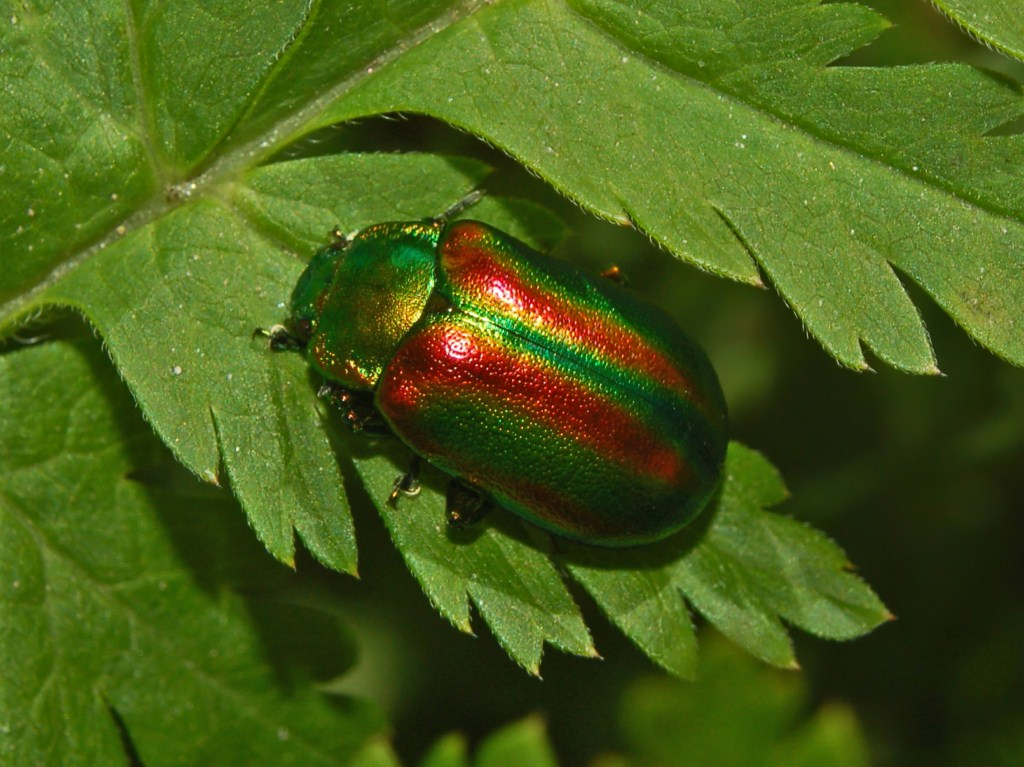
Oreina speciosa.
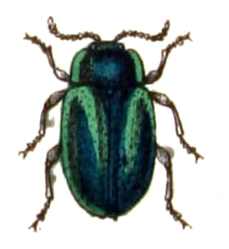
Oreina gloriosa.

### Publication originale
- [1836] L. A. A. Chevrolat, New taxa. Catalogue des Coléoptères de la collection de M. le Comte Dejean, 1836, 361-443 p.